# Har Gobind Khorana
Har Gobind Khorana (Raipur Província del Panjab, Índia Britànica 1922 - Concord, Massachusetts, EUA 9 de novembre de 2011) fou un biòleg molecular i professor universitari nord-americà, d'origen indi, guardonat amb el Premi Nobel de Medicina o Fisiologia l'any 1968.

## Biografia
Va néixer el 9 de gener de 1922 a la ciutat de Raipur, situada en aquells moments a l'Índia colonial britànica o Raj Britànic i que avui dia forma part de la regió del Panjab al Pakistan. Va estudiar química a la Universitat de Panjab de Lahore, on es graduà l'any 1945, i posteriorment realitzà el seu doctorat a la Universitat de Liverpool l'any 1948. Així mateix amplià els seus estudis a l'Institut Tecnològic Federal de Zúric, treballant al costat de Vladimir Prelog, i a la Universitat de Cambridge, i després fou nomenat professor a la Universitat de la Columbia Britànica, la Universitat de Wisconsin i l'Institut Tecnològic de Massachusetts. L'any 1960 aconseguí la ciutadania nord-americana.

## Recerca científica
Durant la seva estada a l'Institut Tecnològic Federal de Zúric treballà al costat d'Alexander Todd, realitzant investigacions sobre els nucleòtids, els compostos que formen les unitats estructurals dels d'àcids nucleics ADN i ARN.
Posteriorment la seva recerca versà sobre la forma en la qual s'uneixen les substàncies bàsiques genètiques per a determinar la composició química de noves cèl·lules així com la funció d'aquestes, aconseguint grans avanços en el desxiframent del codi genètic. L'any 1968 fou guardonat amb el Premi Nobel de Medicina o Fisiologia per la descripció del codi genètic i el seu impacte en la síntesi proteica, premi que compartí amb Robert W. Holley i Marshall Warren Nirenberg.
L'any 1970 aconseguí, per primera vegada, la síntesi completa d'un gen de l'ARN transportador de l'alanina del llevat.